# 默基特希臘禮天主教巴尼亞斯總教區
默基特希臘禮天主教巴尼亞斯總教區（拉丁語：Archidioecesis Caesariensis o Paneadensis）是黎巴嫩一個東儀天主教總教區（默基特希臘禮）。1886年2月25日恢復。1964年11月18日升為總教區。
總教區位於黎巴嫩東南部，教座位於邁爾季歐雲。2012年有十七名司鐸、十一個堂區、2,500名教友。現任教區總主教為喬治‧尼各老·哈達德。